# Carmen Flores
Carmen Flores Ruiz (ur. 18 sierpnia 1936 w Jerez de la Frontera) – hiszpańska aktorka i piosenkarka wykonująca muzykę z gatunku copla, hiszpańskiej poezji śpiewanej.

## Życiorys
Urodziła się 18 sierpnia 1936 w Jerez de la Frontera w prowincji Kadyks, w Andaluzji. Była dzieckiem właściciela tawerny, Pedro Floresa Pinto (1897–1973) i szwaczki, Rosario Ruiz Rodríguez (1901–1989). Ojciec jej matki, Manuel, był Romem. Jest siostrą Loli Flores, a także ciotką Antonio, Lolity i Rosario.
Zadebiutowała w 1950, w Teatro Esperanza Iris de México, zdobywając uznanie i popularność wśród latynoamerykańskiej publiczności. Występowała w Hiszpanii i Ameryce Łacińskiej.
W 1951 zagrała niewielką rolę w filmie La Niña de la venta u boku swojej siostry. Pojawiła się także w filmach m.in.: La Estrella de Sierra Morena (1952), Pena, penita, pena (1953), Tú y las nubes (1955), La Faraona (1956) i El último cuplé (1957).
W 1958 wydała swój pierwszy minialbum, na którym pojawiły się piosenki: Capote de valentía, Carmela de mi vida, Y todavía te quiero oraz Flor de romero. Pierwsze duże wydawnictwo w jej dyskografii to płyta Y no me morí z 1976.
Jej mężem był piłkarz Isidro Sánchez García-Figueras, ich synem jest Quique Sánchez Flores.